# Pfarrhaus Ingenried (Pforzen)

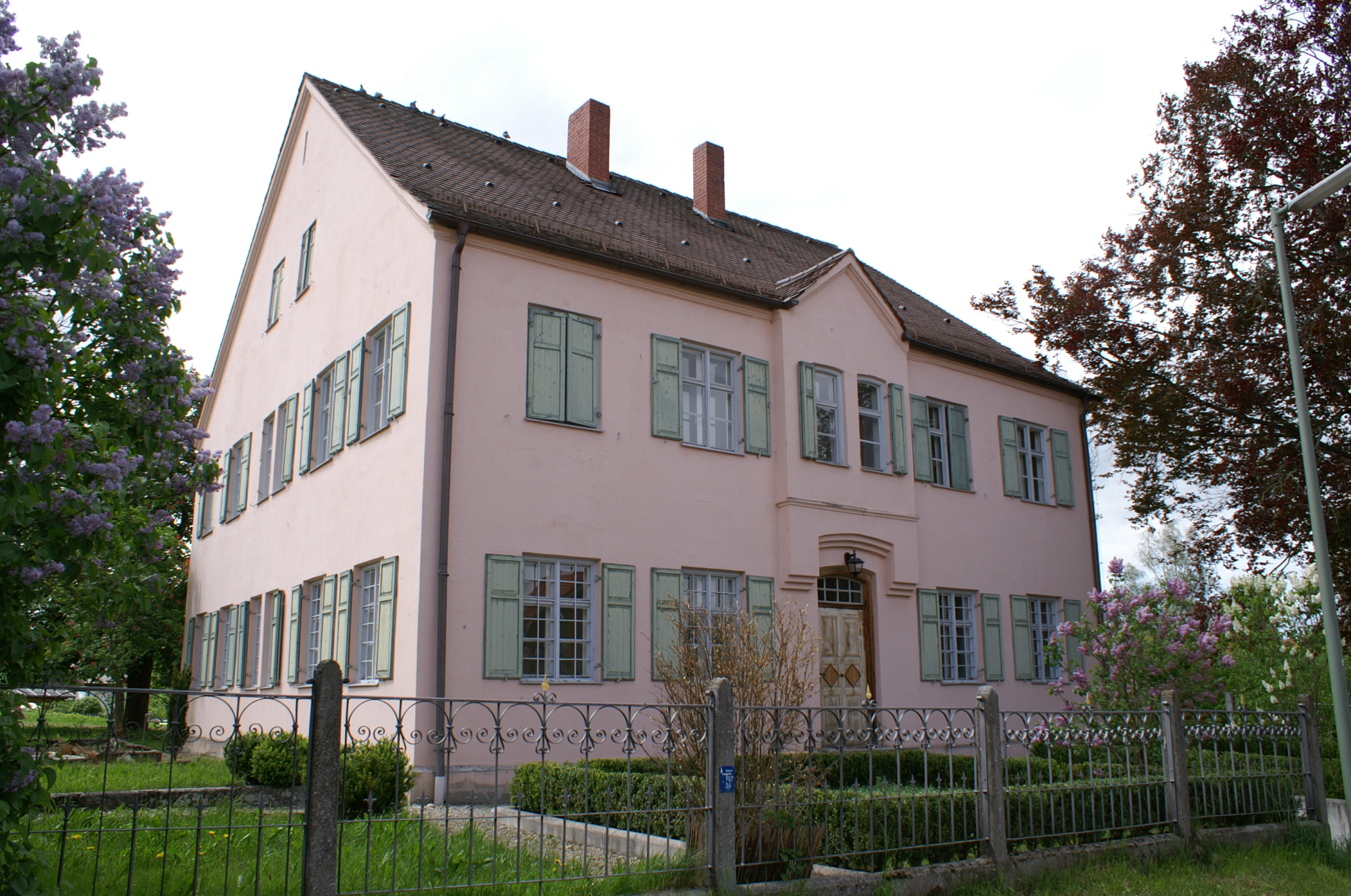
Ehemaliges Pfarrhaus in Ingenried

Das Pfarrhaus in Ingenried, einem Gemeindeteil von Pforzen im Landkreis Ostallgäu im bayerischen Regierungsbezirk Schwaben, wurde um 1860 errichtet. Das ehemalige Pfarrhaus am Kirchweg 8, neben der katholischen Pfarrkirche St. Laurentius, ist ein geschütztes Baudenkmal.
Der zweigeschossige Satteldachbau mit flachem Giebelerker an der Eingangsseite besitzt fünf zu fünf Fensterachsen. Im Treppenhaus befindet sich ein Wappenstein mit der Jahreszahl 1673.
Das zugehörige Wirtschaftsgebäude ist erhalten.